# 利比亞山
利比亞山（Libya Montes）是火星的一個環狀山脈，是由形成伊希地平原的巨大撞擊事件形成，位在該平原的北方邊緣。

## 概述
1999年時這裡是後來被取消的2001火星探勘者登陸艇（Mars Surveyor 2001 Lander）的兩個登陸候選地點之一。伊希地平原年代相當古老，因此一般認為在該山脈可找到火星表面最古老的岩石，登陸當地的探測器可能可以提供早期火星狀況的資訊。在形成利比亞山的巨大撞擊發生以後，該座山和谷地受到了其他地質作用侵蝕，例如風、撞擊事件、液態水流動造成小規模谷地等。

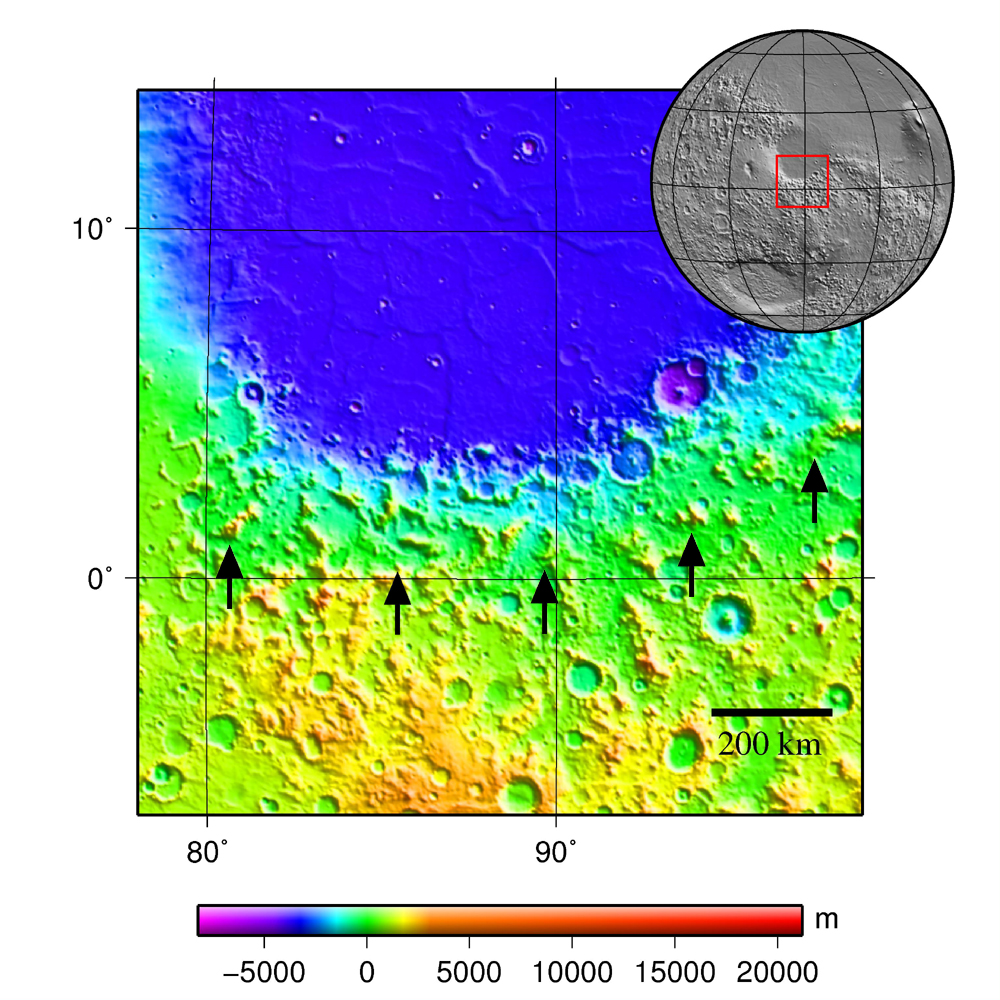
利比亞山的地形圖

## 利比亞山的「臉」
利比亞山有個區域常引起讓人認為看到人臉的幻想性錯覺（在火星塞東尼亞區、伽勒撞擊坑也有相同情形）。相關影像是火星全球探勘者號的 MOC narrow-angle image M02-03051，可在 here (MSSS) or here (by USGS)（页面存档备份，存于）  (Crop（页面存档备份，存于）) 找到。